# 达尔斯半岛维克
达尔斯半岛维克是德国梅克伦堡-前波美拉尼亚州的一个市镇。总面积8.93平方公里，总人口750人，其中男性386人，女性364人（2011年12月31日），人口密度84人/平方公里。